# ۴۹۷ (میلادی)
۴۹۷ (میلادی) چهارصد و نود و هفتمین سال تقویم میلادی است.

## درگذشتگان
‎